# يفهين تشيوماك
يفهين تشيوماك (بالأوكرانية: Чумак Євген Анатолійович) (25 أغسطس 1995 في أوكرانيا - ) هو لاعب كرة قدم أوكراني في مركز الوسط. شارك مع منتخب أوكرانيا تحت 18 سنة لكرة القدم ومنتخب أوكرانيا تحت 19 سنة لكرة القدم ومنتخب أوكرانيا تحت 21 سنة لكرة القدم. أما مع النوادي، فقد لعب مع توربيدو جودينو ودينامو كييف ونادي كارباتي لفيف وديسنا تشرنيغوف وFC Zirka Kropyvnytskyi ‏ وهوفيرلا أوجهورود ‏ وFC Dnepr Mogilev ‏.

## وصلات خارجية
- يفهين تشيوماك على موقع الاتحاد الدولي (مؤرشف)  (الإنجليزية)
- يفهين تشيوماك على موقع اتحاد أوكرانيا (الإنجليزية)
- يفهين تشيوماك على موقع قاعدة بيانات كرة القدم.إي يو (الإنجليزية)
- يفهين تشيوماك على موقع Soccerway.com (الإنجليزية)
- يفهين تشيوماك على موقع AS.com (الإسبانية)